# Parti de l'unité populaire
Le Parti de l'unité populaire (arabe : حزب الوحدة الشعبية) ou PUP est un parti politique tunisien fondé en janvier 1981 et issu du Mouvement de l'unité populaire d'Ahmed Ben Salah.
Reconnu le 19 novembre 1983, il compte douze députés à la Chambre des députés en 2009 ; il a participé à toutes les élections législatives depuis 1986.
Mohamed Belhaj Amor représente le PUP lors de l'élection présidentielle de 1999 où il remporte 0,31 % des suffrages. Le parti présente ensuite son secrétaire général, Mohamed Bouchiha, qui remporte 3,78 % des suffrages en 2004 et 5,01 % des suffrages en 2009.
En 2011, il présente des candidats lors des élections à l'Assemblée nationale constituante, mais n'obtient aucun élu.
Le PUP se réclame du socialisme et du nationalisme arabe mais n'est pas membre de l'Internationale socialiste.
Le parti publie son propre périodique en version arabe (Al Wahda).

## Résultats électoraux

### Élection présidentielle
| Année | Candidat            | Voix    | %      | Résultat |
| ----- | ------------------- | ------- | ------ | -------- |
| 1999  | Mohamed Belhaj Amor | 10 594  | 0,31 % | 2e       |
| 2004  | Mohamed Bouchiha    | 167 986 | 3,78 % | 2e       |
| 2009  | Mohamed Bouchiha    | 236 955 | 5,01 % | 2e       |

### Élections législatives
| Année | Voix    | %      | Rang | Sièges   | Gouvernements       |
| ----- | ------- | ------ | ---- | -------- | ------------------- |
| 1981  | 63 234  | 1,00 % | 3e   | 0 / 136  | Extra-parlementaire |
| 1989  | 13 596  | 0,70 % | 3e   | 0 / 141  | Extra-parlementaire |
| 1994  | 8 391   | 0,30 % | 5e   | 2 / 163  | Opposition          |
| 1999  |         | 3,85 % | 3e   | 7 / 182  | Opposition          |
| 2004  | 152 987 | 3,60 % | 3e   | 11 / 214 | Opposition          |
| 2009  |         | 3,39 % | 3e   | 12 / 214 | Opposition          |